# Kūtāh Darreh
Kūtāh Darreh (persiska: كوتاه دَرِّه, کوتاه درّه) är en ort i Iran.   Den ligger i provinsen Hamadan, i den nordvästra delen av landet, 400 km väster om huvudstaden Teheran. Kūtāh Darreh ligger 1 600 meter över havet och antalet invånare är 102.
Terrängen runt Kūtāh Darreh är lite bergig.Runt Kūtāh Darreh är det ganska tätbefolkat, med 93 invånare per kvadratkilometer. Närmaste större samhälle är Kangāvar-e Kohneh, 3,1 km nordost om Kūtāh Darreh. Trakten runt Kūtāh Darreh består i huvudsak av gräsmarker.